# ユカイ工学
ユカイ工学株式会社（ゆかいこうがく、Yukai Engineering Inc.）は、日本のロボティクスベンチャー企業。ユニークな製品を発表し続けている。
2007年12月にユカイ工学合同会社を設立。設立当初は、企画書を国の機関へ提出し、国からの補助金でロボット開発を行っていた。設立者でありCEOの青木俊介は当時を「仕事というより、サークル活動のようなノリ」と回想する。情報処理推進機構の2008年度上期「未踏IT人材発掘・育成事業」プロジェクトに採択され、水木しげる記念館（鳥取県境港市）へ期間限定のARアトラクションとして提供された「目玉おやじロボット」を日本ユニシスと共同開発する。
2011年10月に株式会社へ組織変更した。

## 主な製品
BOCCO
- コミュニケーションに特化したシンプルな構成のロボット。
- 製品名の由来は東北弁で子供を意味する「ぼっこ」、スペイン語では「口」をboccoでありボイスコミュニケーションと掛けて、星新一のショートショート『ボッコちゃん』といった辺りから。
- 2014年10月に初公開され、2015年3月にキックスターターで資金調達を行ない発売された。
- 2015年度グッドデザイン賞を受賞。
- MAMORIOと事業提携を行い、BOCCOを使って忘れ物チェックサービスを行う。
- 本機をベースに複数の企業による介護サービスが開発・展開されている。

BOCCO emo
感情表現が豊かになるよう稼働部を増やし、音声認識機能を加えた次世代型。2020年夏に提供開始。
iDoll
- 博報堂と共同開発。スマートフォンアプリから操作することで、ダンス、あいさつ、一発ギャグといった登録動作と音声を再生できる。
- 2016年にはねんどろいどとのコラボレーションモデルも発表された。

konashi
- iOS機器から外部のハードウェアを制御する装置。

Necomimi
- neurowearと共同開発。装着者の脳波を読み取って猫型の耳を動かし、その動きで装着者の気分を表現するアクセサリー。大ヒットとなった。

Qoobo（クーボ）
- クッション型セラピーロボット。丸いクッションのような本体に犬や猫のような尻尾が生えている。本体を撫でたり叩いたりすると、やり方に応じて、尻尾が動く。
- CEATEC JAPAN2017（2017年10月3日-同年10月6日開催）で発表され、米国メディアパネル・イノベーションアワードにて特別賞「Special Award Gadget Nation Award」を受賞した。
- 2017年10月19日からKickstarterでクラウドファンディングによる資金調達を行い、6日間で目標の100％を達成した。
- 2018年度グッドデザイン・ベスト100を受賞。